# دره‌ایچی (شاوشات)
دره‌ایچی (به ترکی استانبولی: Dereiçi) یک منطقهٔ مسکونی در ترکیه است که در شاوشات واقع شده‌است. دره‌ایچی ۱۵۷ نفر جمعیت دارد.